# Chromalizus fragrans
Chromalizus fragrans är en skalbaggsart. Chromalizus fragrans ingår i släktet Chromalizus och familjen långhorningar.

## Underarter
Arten delas in i följande underarter:
- C. f. fragrans
- C. f. cranchii
- C. f. conradsi